# Carmela
Carmela (titlul original: în spaniolă El gran espectáculo) este un film de comedie mexican, realizat în 1958 de regizorul Miguel Zacarías, protagoniști fiind actorii Lola Flores, Antonio Badú, Florencio Castelló, Eulalio González. 

## Conținut
Carmen „La Andaluza”, cântăreață și dansatoare de flamenco din Andaluzia, trebuie să-și aleagă un soț dintre doi pretendenți, dar din moment ce nu iubește pe niciunul, decide să fugă din oraș în compania unchiului ei. Făcând autostopul îl întâlnesc pe Fernando, un om de afaceri mexican care a venit în Spania pentru a angaja toreadori și tauri de luptă. Auzind-o pe Carmen cântând, Fernando percepe imediat potențialul artistic al fetei și decide să o ducă cu el în Mexic pentru a deveni managerul ei...

## Distribuție
- Lola Flores – Carmela
- Antonio Badú – Fernando
- Florencio Castelló – El Cascao
- Eulalio González – Don Pablo González
- Carmen Flores – Gloria
- Sonia Furió –
- Fanny Schiller –
- Magda Donato –
- María Gentil Arcos –
- José Peña –
- Julián de Meriche –
- Pedro Elviro –
- Héctor González –
- Carlos León –
- Mary López –
- Raúl Meraz –
- Marco Antonio Muñiz –
- Juan Neri –
- Gladson da Rocha P. –
- Antonio Raxel –

## Melodii din film
Coloana sonoră cuprinde numeroase melodii spaniole și mexicane:
- Janitzio – compozitor Agustín Lara
- Grítenme, piedras del campo – compozitor Cuco Sánchez
- Angelitos negros – compozitor Eloy Blanco / M. Alvarez Maciste – interpretat de Lola Flores
- O Siridó – compozitor Teixeira & Gonzaga
- Esta noite serenao – compozitor Hervi Cordovil
- Pañuelo michoacano
- La llorona
- Zapateado michoacano
- Danza número 11 – compozitor Enrique Granados
- Pico y pala – compozitor Luis Gómez
- Campamento gitano/Sortilegio de amor  – compozitor García Matus & Paco Aguilera
- Con un pañuelito blanco – compozitor Quiroga-León-Balerio – interpretat de Carmen Flores
- Cría cuervos – compozitor Solana & Montero – interpretat de Lola Flores
- Un sueño en Bahía – coreografia de León Escobar & his ballet
- Fantasía española – coreografia de Manolo Arjona & Fernando Córdoba
- Michoacana – coreografia de Julián de Meriche